# Maninghen-Henne
Maninghen-Henne là một xã của tỉnh Pas-de-Calais, thuộc vùng Hauts-de-France, miền đông nước Pháp.

## Dân số
| 1962                                                           | 1968 | 1975 | 1982 | 1990 | 1999 | 2006 |
| -------------------------------------------------------------- | ---- | ---- | ---- | ---- | ---- | ---- |
| 116                                                            | 123  | 112  | 181  | 211  | 298  | 318  |
| Số liệu điều tra dân số từ năm 1962, dân số không tính hai lần |      |      |      |      |      |      |